# Storskäret, Malax
Storskäret med Lillskäret är en ö i Finland. Den ligger i Norra kvarken och i kommunen Malax i den ekonomiska regionen  Vasa i landskapet Österbotten, i den västra delen av landet. Ön ligger omkring 40 kilometer väster om Vasa och omkring 390 kilometer nordväst om Helsingfors.
Öns area är 1,47 kvadratkilometer och dess största längd är 2,6 kilometer i nord-sydlig riktning. Ön höjer sig omkring 10 meter över havsytan.

## Sammansmälta delöar
- Storskäret 63°06′49″N 20°48′07″Ö / 63.11367°N 20.80192°Ö
- Lillskäret 63°06′33″N 20°48′30″Ö / 63.1092°N 20.80825°Ö

## Klimat
Inlandsklimat råder i trakten. Årsmedeltemperaturen i trakten är 4 °C. Den varmaste månaden är september, då medeltemperaturen är 14 °C, och den kallaste är februari, med −4 °C.